# Río San Antonio (Texas)
El río San Antonio es una importante vía fluvial que se origina en el centro del estado de Texas, Estados Unidos, en un grupo de manantiales en Midtown San Antonio, aproximadamente a unas siete kilómetros al norte de Downtown, y sigue un camino más o menos en dirección sureste a través del estado. Finalmente desagua en el río Guadalupe a unos dieciséis kilómetros de la bahía San Antonio del golfo de México. El río tiene 386 km de longitud y atraviesa cinco condados: Bexar, Goliad, Karnes, Refugio y Wilson.

## Historia

### Nombre del río
El primer registro documentado del río fue el  de Álvar Núñez Cabeza de Vaca en sus exploraciones de Texas en 1535. El río, más tarde, en 1691, fue nombrado por el primer gobernador de Texas español, Domingo Terán de los Ríos en honor de San Antonio de Padua. El 13 de junio de ese año 1691, el gobernador Terán y su compañía acamparon en una ranchería en un río llamado Yanaguana. Rebautizaron la corriente "San Antonio", dado que era el día de San Antonio. El padre Damián Massanet acompañó al gobernador Terán en su viaje.

### Revolución de Texas
Durante la Revolución de Texas, el río fue lugar de varios conflictos importantes. La batalla de Concepción se produjo cuando las fuerzas mexicanas en Bexar y la milicia tejana abrieron fuego cada una contra otra en una pequeña escaramuza en terrenos de la Misión. La batalla del Pasto ocurrió el 26 de noviembre de 1836 cuando la Milicia tejana confundió unas mulas que transportaban hierba para alimentar a los caballos con las mulas que transportaban suministros y monedas de oro. El sitio de Bexar fue el clímax de todos estos eventos anteriores, cuando la Milicia tejana rodeó Bexar e inició ataques continuos en la fortaleza mexicana de Bexar hasta que el general mexicano Cos se rindió.
La Campaña de Goliad se produjo cuando cincuenta milicianos tejanos capturaron la Misión en Goliad, que era utilizada como guarnición por las Fuerzas Mexicanas. La batalla de El Álamo tuvo lugar cuando 180 regulares texanos y voluntarios ocuparon una guarnición de 3 hectáreas en torno a la antigua misión española. Lograron contener una fuerza mexicana de alrededor de 3.000 soldados durante doce días, hasta que la guarnición fue invadida por un asalto mexicano en el amanecer del decimotercer día.

## Lugares notables
Cinco grandes misiones españolas del siglo XVIII están emplazadas a lo largo del curso histórico del río en San Antonio, incluyendo la Misión Espada, Misión Concepción, Misión San José y Misión San Juan Capistrano.  La más famosa fue la misión de San Antonio de Valero, más conocida como El Álamo, y su fortaleza complementaria del Presidio de San Antonio de Béjar. El Presidio La Bahía y su misión, la Misión de Nuestra Señora del Espíritu Santo de Zúñiga en Goliad, Texas, Texas, también se encuentran a lo largo de la parte meridional de la vía fluvial.
La vía fluvial es también el lugar del San Antonio River Walk (San Antonio River Walk), uno de los principales destinos turísticos de San Antonio y la pieza central de la ciudad.

## Galería de imágenes

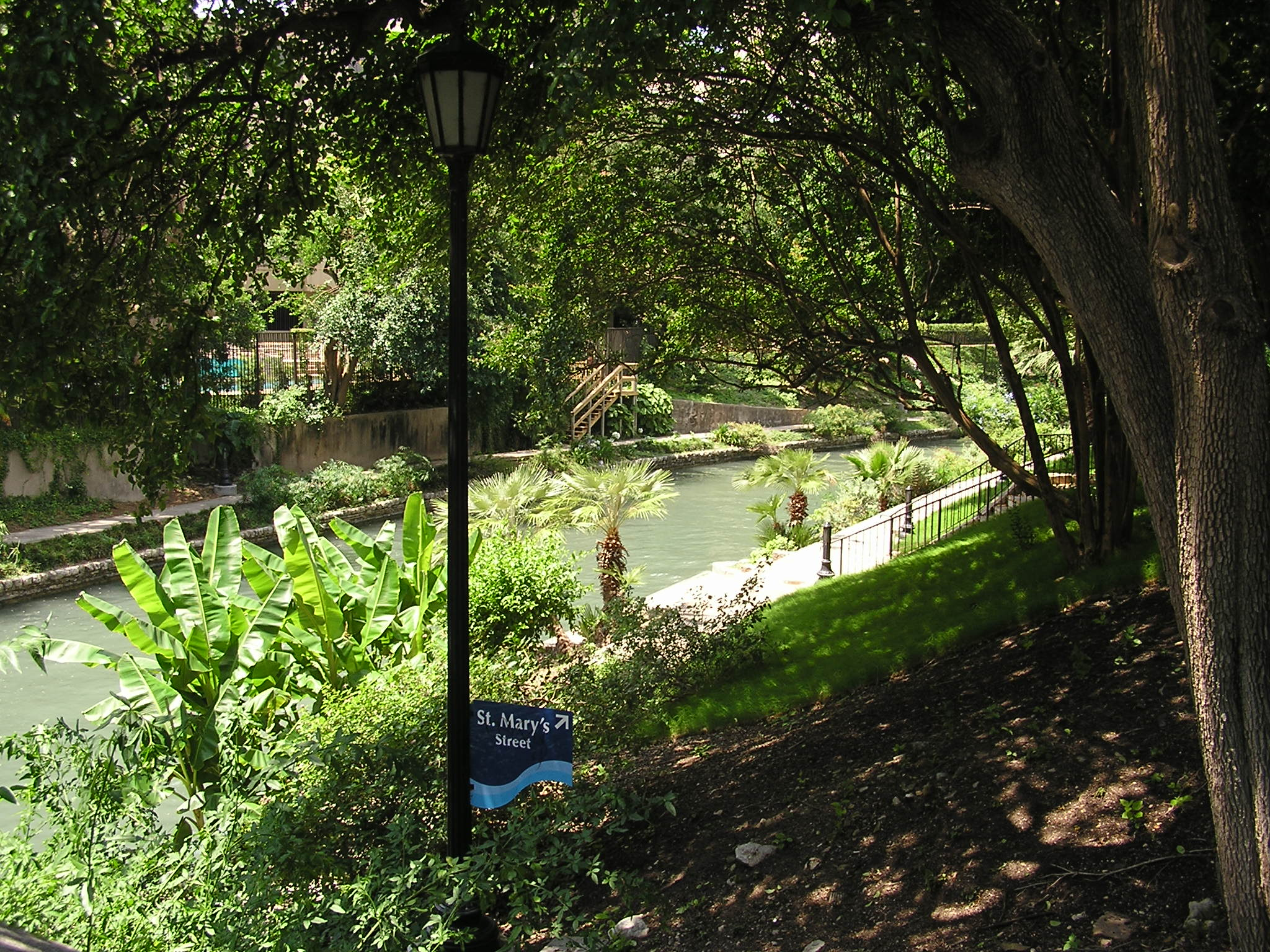
El río San Antonio serpentea por Downtown San Antonio.
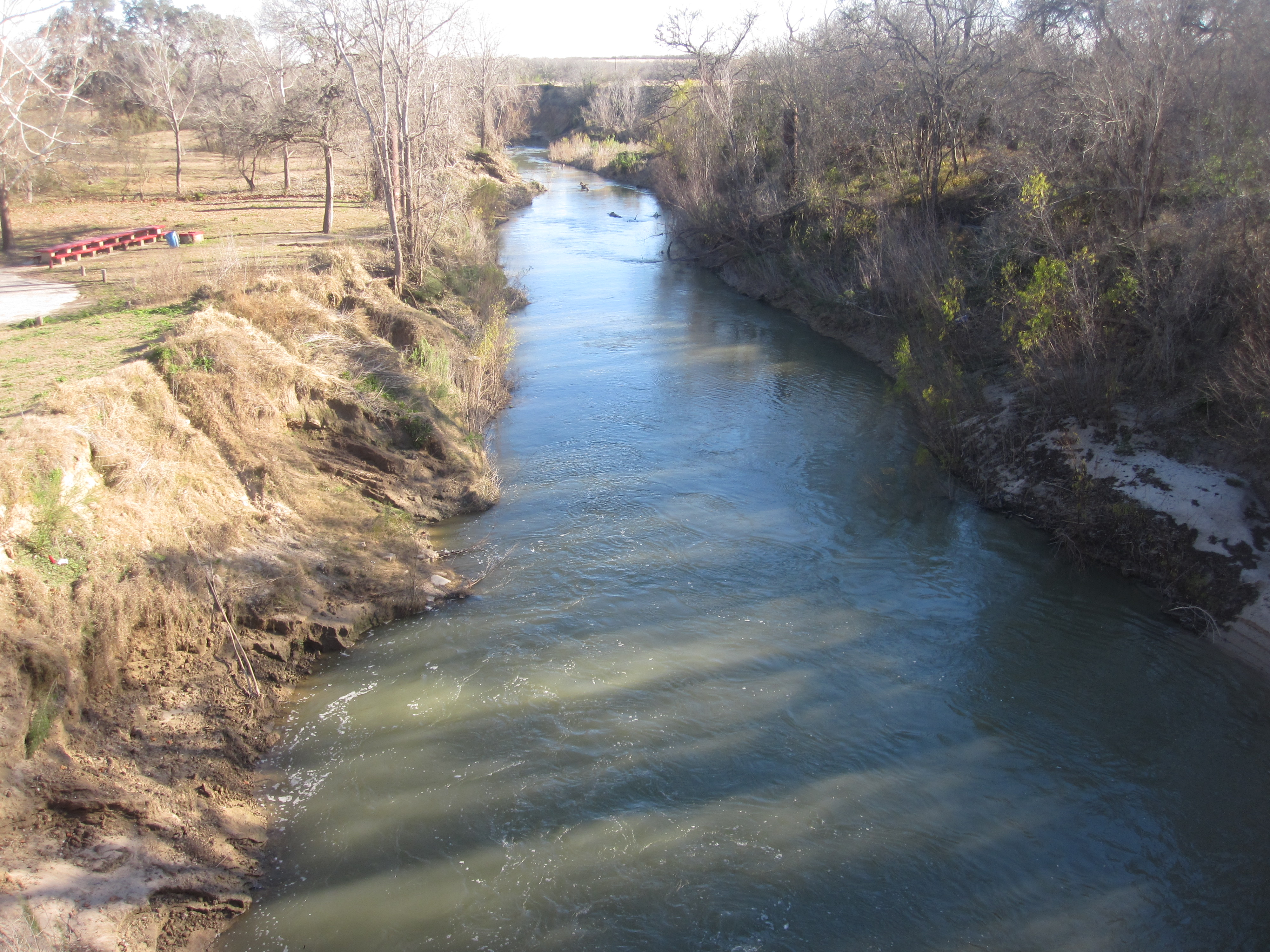
El río San Antonio en Floresville River Park en Floresville, en el condado de Wilson.
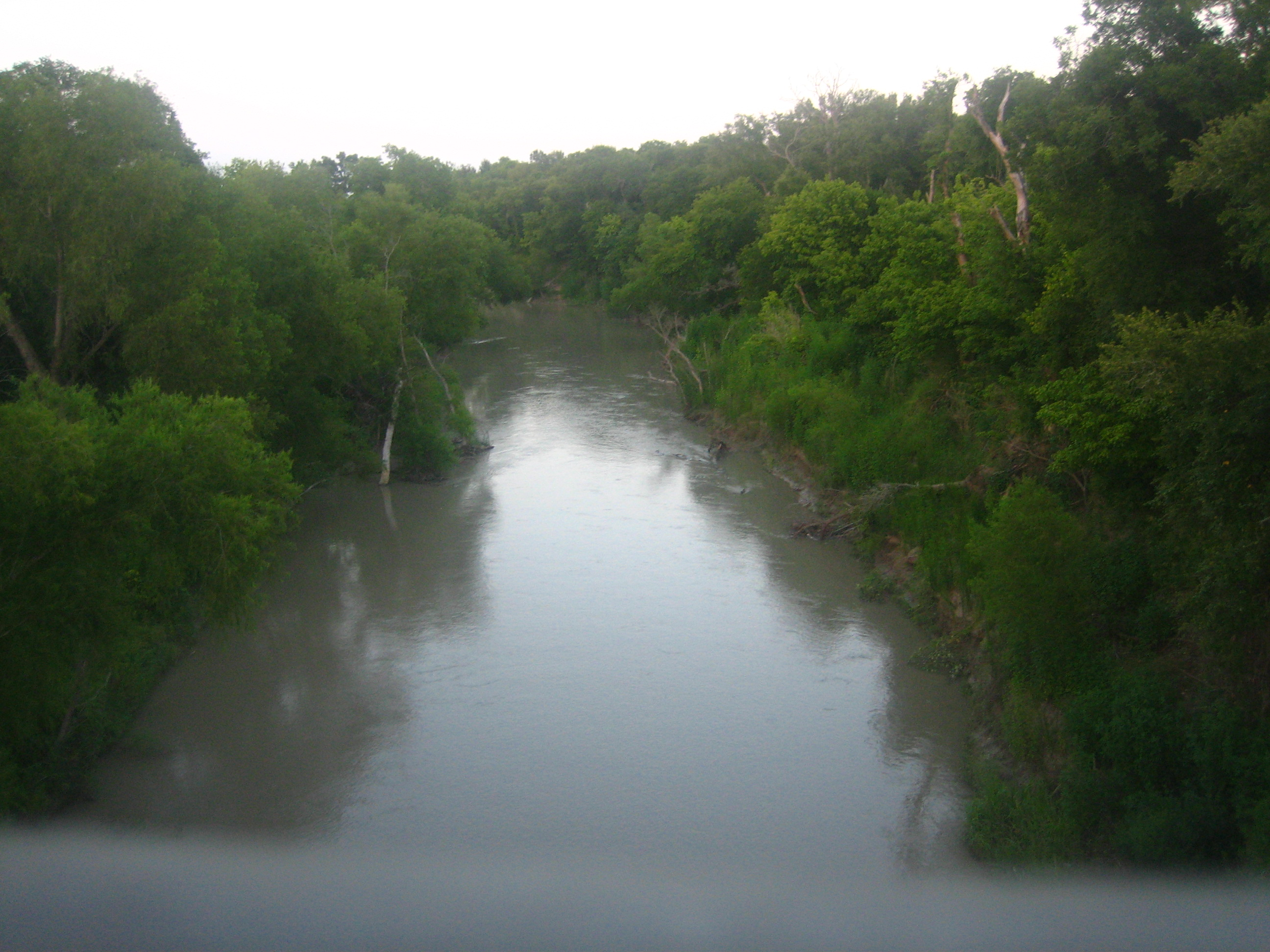
El río San Antonio pasa a través de Goliad en ruta hacia el golfo de México.
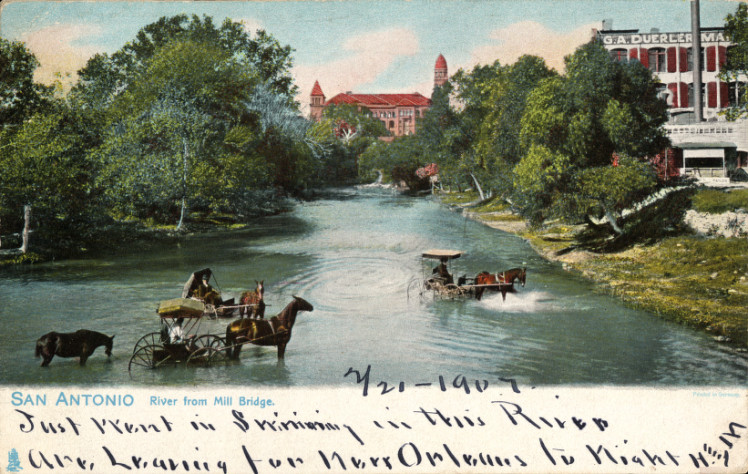
El río San Antonio desde el puente Mill (postal, circa 1907).